# 문지문학상
문지문학상은 문학과지성사가 제정한 문학상이다. 2010년에 웹진문지문학상이라는 이름으로 한 달에 한 번씩 '이달의 소설'을 선정하여 인터넷 웹사이트에 그 결과를 공개하고 이를 문지문학상의 후보작으로 한다.

## 역대 수상 작품
- 2011년 1회 이장욱 <곡란>
- 2012년 2회 김태용 <머리 없이 허리 없이>
- 2013년 3회 김솔 <소설작법>
- 2014년 4회 이솔 <겨울의 눈빛>
- 2015년 5회 윤이형 <루카>
- 2016년 6회 정지돈 <창백한 말>
- 2017년 7회 박민정 <행복의 과학>
- 2018년 8회 백수린 <여름의 빌라>
- 2019년 9회 정용준 <사라지는 것들>
- 2020년 10회 임솔아 <희고 둥근 부분>

## 문학과사회 신인 문학상
- 1회 이수형 <낯선 코드와 유혹 - 김영하론> 정이현 <낭만적 사랑과 사회> 하재연 <25시 슈퍼마켓> 외
- 3회 허윤진 <무궁동의 욕망, 무궁동의 유목 : 이원의 전자 사막과 듀나의 무한 우주 속에서> 한유주 <달로> 최하연 <모피를 걸친 헬레나> 외

- 6회 김대산 <돈 키호테─햄릿─둘시네아─오필리어-되기」 : 이인성의 『낯선 시간 속으로』> 박혜상 <새들이 서 있다>
- 7회 최제훈 <퀴르발 남작의 성(城)> 최원준 <동전식별의 원리>외
- 8회 권온  「미치광이의 이야기, 오 지저스!―황병승론」
- 9회 김나영 「신(新)-자궁에 흐르는 세 혈맥(血脈)-김선우 론」 박성준 <돼지표 본드> 외
- 10회 윤해서 <최초의 자살> 김엄지 <돼지우리> 황혜경 <모호한 가방> 외
- 11회 이갑수 <편협의 완성> 외 임승유 <계속 웃어라> 외
- 12회 윤민우 <보이스카우트> 장수진  <이란청년> 외 백은선 어려운 일들 외
- 13회 정지돈  눈먼 부엉이
- 14회 양선형 「스나크 사냥」 이설빈 「울타리의 노래」 외 4편
- 15회 김주선  「증언의 아카이브―박솔뫼론」 임지은 「개와 오후」 외 4편

- 16회 강혜빈  「열두 살이 모르는 입꼬리」 외 4편 허희정  「페이퍼 컷」 김영임  「시인과 재규어」

- 17회 윤은성  「공원의 전개」 외 4편
- 18회 민경환 「바로크 놀이터의 겨울」 서이제 「셀룰로이드 필름을 위한 선」
- 19회 이원석 「없는 사람」 김지연  「애도 캠프」 외 4편